# Nephrotoma ortiva
Nephrotoma ortiva är en tvåvingeart som först beskrevs av Osten Sacken 1882.  Nephrotoma ortiva ingår i släktet Nephrotoma och familjen storharkrankar. Inga underarter finns listade i Catalogue of Life.